# Kåtölandet
Kåtölandet este o arie protejată (arie specială de conservare — SAC, sit de importanță comunitară — SCI, arie de protecție specială avifaunistică — SPA) din Finlanda întinsă pe o suprafață de 435 ha, integral pe uscat.

## Localizare
Centrul sitului Kåtölandet este situat la coordonatele 63°52′48″N 22°53′23″E / 63.88°N 22.8897°E.

## Înființare
Situl Kåtölandet a fost declarat sit de importanță comunitară în august 1998 pentru a proteja 19 specii de animale. Alte tipuri de protecție:
- arie de protecție specială avifaunistică (în august 1998)[2]
- arie specială de conservare (în aprilie 2015)[1][3][4]

## Biodiversitate
Situată în ecoregiunea boreală, aria protejată conține 8 habitate naturale: Păduri naturale în etape succesive primare ale suprafețelor emergente de coastă, Lagune de coastă, Lacuri și iazuri distrofice naturale, Mlaștini turboase de tranziție și turbării mișcătoare, Taiga vestică, Păduri fino-scandinave bogate în ierburi cu Picea abies, Păduri caducifoliate de mlaștină fino-scandinave, Mlaștini împădurite.
La baza desemnării sitului se află mai multe specii protejate:
- păsări (18): minunița (Aegolius funereus), rața moțată (Aythya fuligula), cocoșul de mesteacăn (Bonasa bonasia), buha (Bubo bubo), erete de stuf (Circus aeruginosus), lebădă de iarnă (Cygnus cygnus), ciocănitoare neagră (Dryocopus martius), cufundar polar (Gavia arctica), cufundar mic (Gavia stellata), ciuvică (Glaucidium passerinum), cocor (Grus grus), Hydrocoloeus minutus, sfrâncioc roșiatic (Lanius collurio), rață catifelată (Melanitta fusca), ciocănitoare de munte (Picoides tridactylus), chiră de baltă (Sterna hirundo), Sterna paradisaea, fluierar de mlaștină (Tringa glareola)
- mamifere (1): veveriță zburătoare siberiană (Pteromys volans)

Pe lângă speciile protejate, pe teritoriul sitului au mai fost identificate 6 specii de plante, 9 specii de păsări.